# (8144) Hiragagennai
(8144) Hiragagennai est un astéroïde de la ceinture principale.

## Description
(8144) Hiragagennai est un astéroïde de la ceinture principale. Il fut découvert le 14 novembre 1982 à Kiso par Hiroki Kosai et Kiichiro Hurukawa. Il présente une orbite caractérisée par un demi-grand axe de 2,93 UA, une excentricité de 0,05 et une inclinaison de 3,0° par rapport à l'écliptique.

## Compléments